# Яннакіс Оккас
Яннакіс "Янніс" Оккас (грец. Γιαννάκης "Γιάννης" Οκκάς, нар. 11 лютого 1977, Ларнака) — кіпрський футболіст, що грав на позиції нападника. По завершенні ігрової кар'єри — футбольний тренер.
Виступав, зокрема, за клуби ПАОК, «Олімпіакос» та «Анортосіс», а також національну збірну Кіпру, у складі якої є рекордсменом за кількістю проведених офіційних ігор (106).

## Клубна кар'єра
У дорослому футболі дебютував 1993 року виступами за команду клубу «Неа Саламіна», в якій провів чотири сезони, взявши участь у 53 матчах чемпіонату. 
Протягом 1997—2000 років захищав кольори команди клубу «Анортосіс».
Своєю грою за останню команду привернув увагу представників тренерського штабу клубу ПАОК, до складу якого приєднався 2000 року. Відіграв за клуб із Салонік наступні три сезони своєї ігрової кар'єри. Більшість часу, проведеного у складі ПАОКа, був основним гравцем атакувальної ланки команди. У складі ПАОКа був одним з головних бомбардирів команди, маючи середню результативність на рівні 0,35 голу за гру першості.
Протягом 2003—2004 років захищав кольори команди клубу АЕК.
У 2004 році уклав контракт з клубом «Олімпіакос», у складі якого провів наступні три роки своєї кар'єри гравця. Граючи у складі «Олімпіакоса» також здебільшого виходив на поле в основному складі команди.
Згодом з 2007 по 2009 рік грав у складі команд клубів «Сельта Віго» та «Омонія».
З 2009 року знову, цього разу п'ять сезонів захищав кольори команди клубу «Анортосіс». 
Завершив професійну ігрову кар'єру у клубі «Ерміс», за команду якого виступав протягом 2014 року.

## Виступи за збірну
У 1997 році дебютував в офіційних матчах у складі національної збірної Кіпру. Протягом кар'єри у національній команді, яка тривала 15 років, провів у формі головної команди країни 106 матчів, забивши 27 голів. Рекордсмен національної збірної за кількістю офіційних ігор.

## Кар'єра тренера
Розпочав тренерську кар'єру невдовзі по завершенні кар'єри гравця, 2015 року, очоливши тренерський штаб клубу «Ерміс». Наразі досвід тренерської роботи обмежується цим клубом.

## Титули і досягнення
- Чемпіон Кіпру (3):

«Анортосіс»: 1997–1998, 1998–1999, 1999–2000
- Володар Кубка Кіпру (1):

«Анортосіс»: 1997–1998
- Володар Суперкубка Кіпру (2):

«Анортосіс»: 1998, 1999
- Володар Кубка Греції (4)

ПАОК: 2000-01, 2002-03
«Олімпіакос»: 2004-05, 2005-06
- Чемпіон Греції (3):

«Олімпіакос»: 2004–2005, 2005–2006, 2006–2007